# Lago Aller
El lago Aller (en alemán: Allersee) es un lago situado en la región administrativa de Gifhorn —muy cerca de la frontera con el estado de Sajonia-Anhalt—, en el estado de Baja Sajonia (Alemania), a una elevación de 57 metros; tiene un área de 29 hectáreas. 
Este lago existe después de la separación de otro lago en 1969, y se hizo más profundo en 1987.